# Tenteling
Tenteling [tɑ̃tlɛ̃] est une commune française de l'aire urbaine de Sarrebruck-Forbach située dans le département de la Moselle et le bassin de vie de la Moselle-Est, en région Grand Est.

## Géographie
La commune de Tenteling comprend deux agglomérations, celle de Tenteling et celle d'Ebring, distantes de 1 km. Sa superficie couvre 719 hectares, dont 71 hectares de forêt.
La commune se situe sur le plateau du bassin houiller lorrain, dans un environnement vert, composée de collines vallonnées et de forêts. Une grande partie des espaces non boisés est consacrée à l'activité agricole.

### Communes limitrophes
| Folkling     | Bousbach  |                          |
| Théding      | Tenteling | Nousseviller-Saint-Nabor |
| Farschviller | Diebling  |                          |

### Hydrographie
La commune est située dans le bassin versant du Rhin au sein du bassin Rhin-Meuse. Elle est drainée par le ruisseau le Strichbach.
Le Strichbach, d'une longueur totale de 10,3 km, prend sa source dans la commune  et se jette  dans l'Altwiesenbach  à Sarreguemines, après avoir traversé six communes.

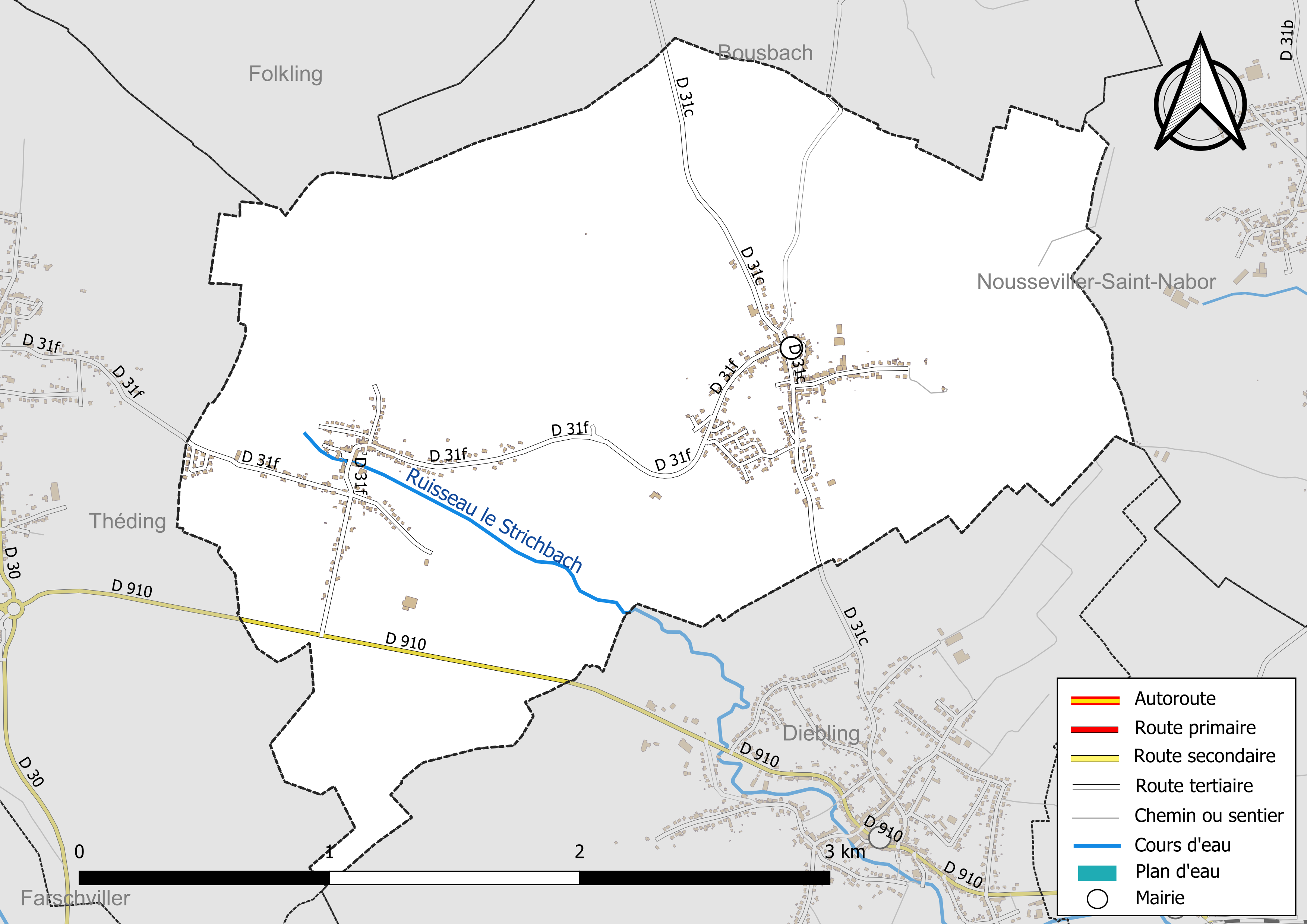
Réseaux hydrographique et routier de Tenteling.

La qualité du ruisseau le Strichbach peut être consultée sur un site spécial géré par les agences de l’eau et l’Agence française pour la biodiversité.

### Climat
Pour des articles plus généraux, voir Climat du Grand Est et Climat de la Moselle.
En 2010, le climat de la commune est de type climat des marges montargnardes, selon une étude du Centre national de la recherche scientifique s'appuyant sur une série de données couvrant la période 1971-2000. En 2020, Météo-France publie une typologie des climats de la France métropolitaine dans laquelle la commune est exposée à un climat semi-continental et est dans la région climatique  Lorraine, plateau de Langres, Morvan, caractérisée par un hiver rude (1,5 °C), des vents modérés et des brouillards fréquents en automne et hiver. 
Pour la période 1971-2000, la température annuelle moyenne est de 9,4 °C, avec une amplitude thermique annuelle de 16,9 °C. Le cumul annuel moyen de précipitations est de 905 mm, avec 12,3 jours de précipitations en janvier et 9,9 jours en juillet. Pour la période 1991-2020, la température moyenne annuelle observée sur la station météorologique de Météo-France la plus proche, « Seingbouse », sur la commune de Seingbouse à 8 km à vol d'oiseau, est de 10,5 °C et le cumul annuel moyen de précipitations est de 731,4 mm. 
La température maximale relevée sur cette station est de 37,9 °C, atteinte le 25 juillet 2019 ; la température minimale est de −17 °C, atteinte le 20 décembre 2009,,. 
Les paramètres climatiques de la commune ont été estimés pour le milieu du siècle (2041-2070) selon différents scénarios d'émission de gaz à effet de serre à partir des nouvelles projections climatiques de référence DRIAS-2020. Ils sont consultables sur un site spécial publié par Météo-France en novembre 2022.

## Urbanisme

### Typologie
Au 1er janvier 2024, Tenteling est catégorisée bourg rural, selon la nouvelle grille communale de densité à sept niveaux définie par l'Insee en 2022.
Elle est située hors unité urbaine. Par ailleurs la commune fait partie de l'aire d'attraction de Forbach (partie française), dont elle est une commune de la couronne,. Cette aire, qui regroupe 10 communes, est catégorisée dans les aires de moins de 50 000 habitants,.

### Occupation des sols
L'occupation des sols de la commune, telle qu'elle ressort de la base de données européenne d’occupation biophysique des sols Corine Land Cover (CLC), est marquée par l'importance des territoires agricoles (74,6 % en 2018), en diminution par rapport à 1990 (77,8 %). La répartition détaillée en 2018 est la suivante : 
zones agricoles hétérogènes (34,9 %), terres arables (24,8 %), prairies (14,9 %), forêts (14,8 %), zones urbanisées (10,6 %). L'évolution de l’occupation des sols de la commune et de ses infrastructures peut être observée sur les différentes représentations cartographiques du territoire : la carte de Cassini (XVIIIe siècle), la carte d'état-major (1820-1866) et les cartes ou photos aériennes de l'IGN pour la période actuelle (1950 à aujourd'hui).

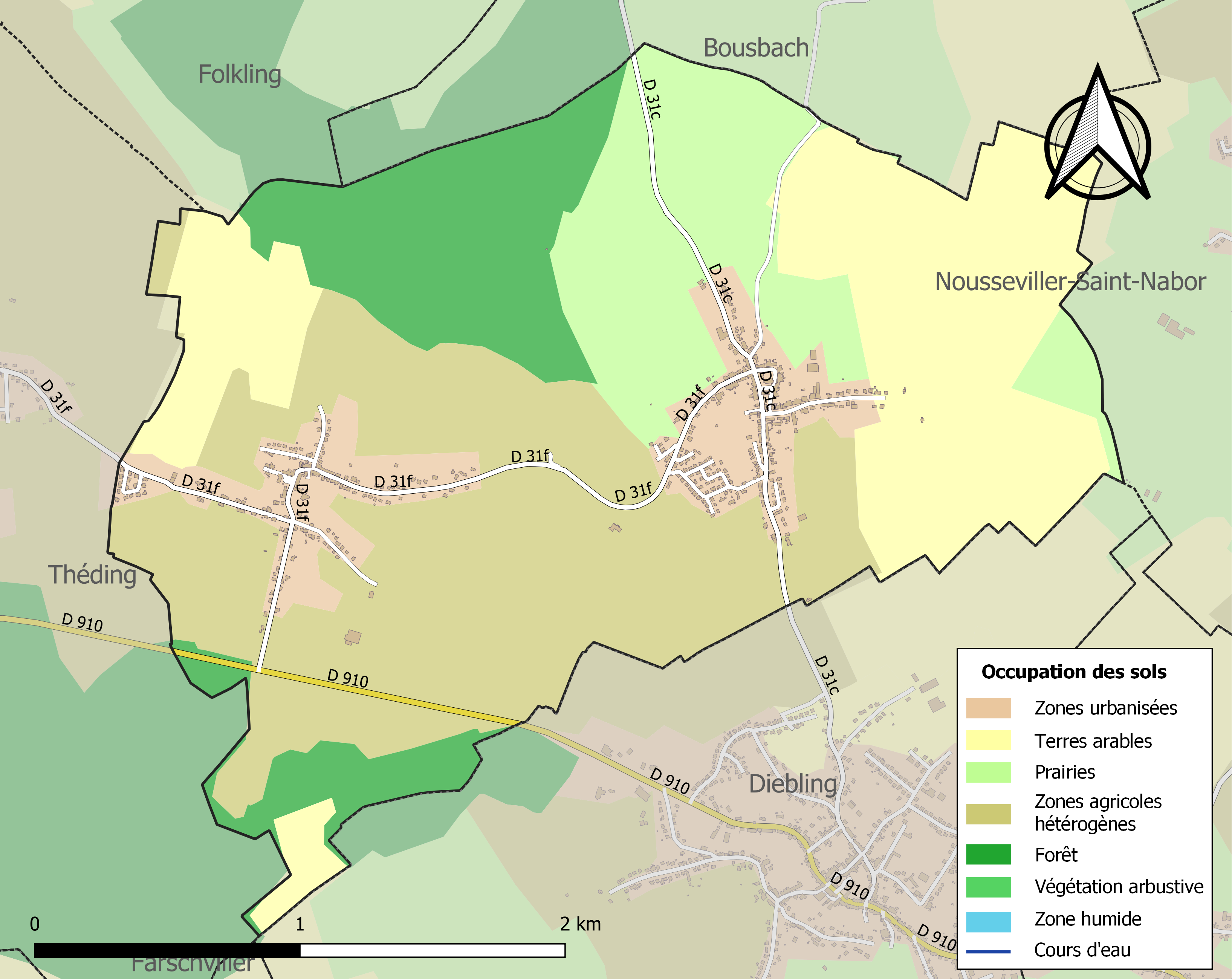
Carte des infrastructures et de l'occupation des sols de la commune en 2018 (CLC).

## Toponymie
Tenteling :
- Tentelinga (960), Tentelinguen (1361)[15], Tentolinga & Tentelinga (1544)[16],  Tentlingen (1594)[16], Tentling (1793)[17], Thenteling (1801)[17], Tentelingen (1871-1918 et 1940-1944).
- En francique lorrain: Täntelinge.

Ebring :
- Evring (1551)[16], Everingen (1682)[16], Evering (1684)[16], Ebringen (1751)[16], Ebering (cartes de Cassini et de l'état-major), Ebring (1793), Ebering (1801)[18], Ebringen (1940-44).
- En allemand : Eberingen[16]. En francique lorrain : Ebringe et  Ewringe.

## Histoire
Tenteling et Ebring sont deux villages très anciens dont la fondation remonte au Ve siècle.

### Époque romaine
La voie romaine du Hérapel à Sarreguemines passait à l'est de Guirling (à l'écart de Tenteling) détruit pendant la guerre de Trente Ans.

### Moyen Âge et temps modernes
Le domaine de Tenteling appartient du Xe au XIIIe siècle à l’abbaye de Saint-Pierre-aux-Nonnains à Metz, vers 1300 à la commanderie de l'ordre teutonique de Sarrebruck, en 1475 à celle de Beckingen, puis à la châtellenie de Sarreguemines. Au XVIe siècle le seigneur de Forbach, de la maison de Hohenfels-Reipoltskirchen, détient le fief.
Le domaine d'Ebring appartient au XIIe siècle à la maison comtale de Sarrebruck. Les seigneurs de Kerpen possèdent le village de 1591 à 1758. En 1758 il est rattaché au duché de Lorraine.
Les deux villages furent réunis par le décret impérial de 1811.

### Seconde Guerre mondiale
La commune est évacuée dans le département de la Charente. Les troupes allemandes l'occupent le 12 juin 1940 après le bombardement du village les 11 et 12 juin 1940.
Lors d'attaques des troupes allemandes le 21 octobre 1944, un V1 (Vergeltungswaffe = arme de représailles) a tué six personnes et blessé une dizaine de personnes. Cinq immeubles ont été entièrement détruits.
Au moment de la libération de la commune, le 4 décembre 1944, 25 maisons furent détruites à Tenteling et 15 à Ebring.
La commune a été citée à l'ordre de la Brigade le 1er juillet 1948 : « Village de Lorraine très éprouvé par les bombardements. Tenteling-Ebring compte huit tués et la destruction de 50 % des habitations. Sa population a conservé un admirable moral et déploie une active résistance dont témoigne le nombre de ses déportés et de ses expulsés. »
Cette citation comporte l'attribution de la Croix de Guerre avec étoile de bronze.

## Démographie
L'évolution du nombre d'habitants est connue à travers les recensements de la population effectués dans la commune depuis 1793. Pour les communes de moins de 10 000 habitants, une enquête de recensement portant sur toute la population est réalisée tous les cinq ans, les populations de référence des années intermédiaires étant quant à elles estimées par interpolation ou extrapolation. Pour la commune, le premier recensement exhaustif entrant dans le cadre du nouveau dispositif a été réalisé en 2005.

En 2022, la commune comptait 1 041 habitants, en évolution de −3,25 % par rapport à 2016 (Moselle : +0,52 %, France hors Mayotte : +2,11 %).
| 1793 | 1800 | 1806 | 1821 | 1836 | 1841 | 1861 | 1866 | 1871 |
| ---- | ---- | ---- | ---- | ---- | ---- | ---- | ---- | ---- |
| 244  | 273  | 300  | 460  | 574  | 611  | 617  | 615  | 586  |

| 1875 | 1880 | 1885 | 1890 | 1895 | 1900 | 1905 | 1910 | 1921 |
| ---- | ---- | ---- | ---- | ---- | ---- | ---- | ---- | ---- |
| 572  | 544  | 542  | 508  | 544  | 502  | 519  | 495  | 444  |

| 1926 | 1931 | 1936 | 1946 | 1954 | 1962 | 1968 | 1975 | 1982 |
| ---- | ---- | ---- | ---- | ---- | ---- | ---- | ---- | ---- |
| 471  | 487  | 492  | 460  | 505  | 527  | 594  | 642  | 746  |

| 1990 | 1999 | 2005 | 2006 | 2010  | 2015  | 2020  | 2022  | - |
| ---- | ---- | ---- | ---- | ----- | ----- | ----- | ----- | - |
| 786  | 996  | 972  | 980  | 1 008 | 1 065 | 1 051 | 1 041 | - |

## Culture locale et patrimoine

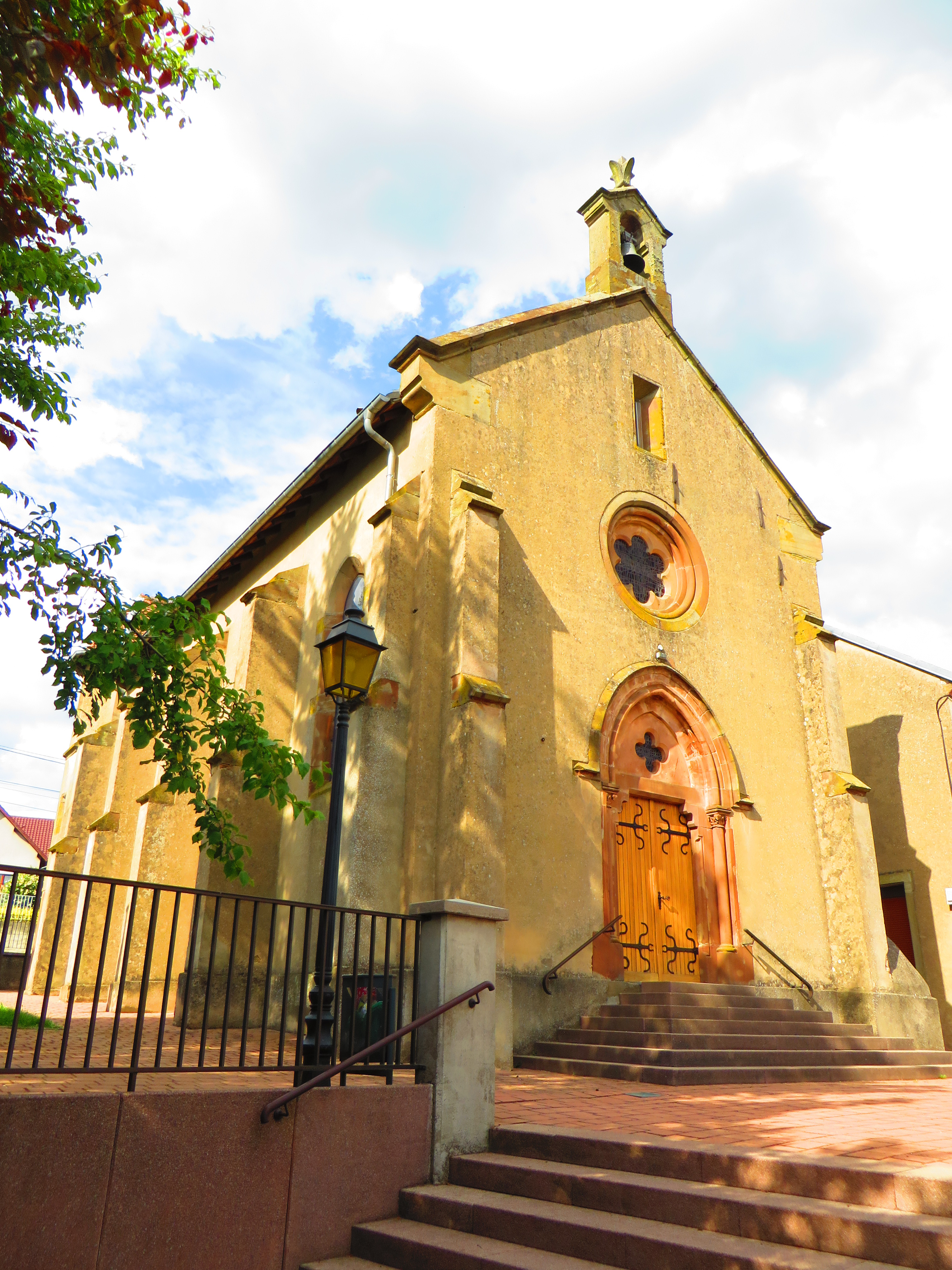
Chapelle Saint-Joseph d'Ebring

### Lieux et monuments
- Passage d'une voie romaine.
- Le moulin du Grauberg
- Le marais et sa faune des zones humides

#### Édifices religieux
- L'église Saint-Pierre du XIVe siècle, plusieurs fois reconstruite, avec un clocher de 1715.
- La chapelle Saint-Joseph à Ebring, construite en 1868.
- Les calvaires, dont certains datent du XVIIIe siècle.

### Héraldique
| Blason de Tenteling | Blason  | Parti d'or à une croix de Lorraine de gueules, et de gueules à la clef contournée d'or. |
| Blason de Tenteling | Détails | Le statut officiel du blason reste à déterminer.                                        |